# Thomas Edward Gill
Thomas Edward Gill (* 18. März 1908 in Seattle; † 11. November 1973 in Washington, D.C.) war ein US-amerikanischer römisch-katholischer Geistlicher und Weihbischof in Seattle.

## Leben
Thomas Edward Gill besuchte das St. Joseph’s Preparatory Seminary in Mountain View. Anschließend studierte er Philosophie und Katholische Theologie am St. Patrick’s Seminary in Menlo Park. Ferner erwarb er an der Katholischen Universität von Amerika in Washington, D.C. einen Master im Fach Soziale Arbeit. Gill empfing am 10. Juni 1933 das Sakrament der Priesterweihe für das Bistum Seattle. Er war zunächst in der Pfarrseelsorge tätig, bevor er 1939 Verantwortlicher für die karitativen Organisationen im Bistum Seattle wurde.
Am 11. April 1956 ernannte ihn Papst Pius XII. zum Titularbischof von Lambaesis und zum Weihbischof in Seattle. Der Erzbischof von Seattle, Thomas Arthur Connolly, spendete ihm am 31. Mai desselben Jahres in der Kathedrale St. James in Seattle die Bischofsweihe; Mitkonsekratoren waren der Bischof von Yakima, Joseph Patrick Dougherty, und der Weihbischof in San Francisco, Hugh Aloysius Donohoe. Sein Wahlspruch Secundum verbum tuum („Nach deinem Wort“) stammt aus Lk 1,38 . Als Weihbischof war Thomas Edward Gill Generalvikar des Erzbistums Seattle und Pfarrer der Kathedrale St. James in Seattle. Gill nahm an der ersten und dritten Sitzungsperiode des Zweiten Vatikanischen Konzils teil.
Sein Grab befindet sich auf dem Holyrood Catholic Cemetery in Shoreline.